# 灰鰭大眼海鯽
灰鰭大眼海鲫，為輻鰭魚綱鱸形目隆頭魚亞目海鯽科的其中一種，分布於東太平洋區，從加拿大卑詩省南部至墨西哥加利福尼亞灣北部海域，棲息深度可達110公尺，體長可達27公分，主要生活在沙灘激浪區，屬肉食性，胎生，可做為觀賞魚及遊釣魚。

## 擴展閱讀
維基物種上的相關：灰鰭大眼海鲫